# Christian Baptiste
Christian Baptiste (Carenage, 25 gennaio 1980) è un ex calciatore trinidadiano, di ruolo centrocampista.